# Sainte-Béatrix
Pour les articles homonymes, voir Béatrix.
Sainte-Béatrix est une municipalité dans la municipalité régionale de comté de Matawinie au Québec (Canada), située dans la région administrative de Lanaudière.

## Toponymie
Son nom rappelle la mémoire de Béatrice de Rome morte martyre à Rome en 304.

## Histoire
Le seigneur Jean d'Ailleboust d'Argenteuil reçoit en concession la seigneurie qui porte son nom en 1736. La paroisse de Sainte-Béatrix sera détachée de la seigneurie d'Ailleboust le 7 novembre 1861. Le territoire sera érigé en municipalité de paroisse le 11 mai 1864 et reçoit le statut de municipalité en 1993 .
Louise-Amélie Panet et son époux William Bent Berczy sont considérés comme étant les fondateurs de Sainte-Béatrix.

## Géographie
La rivière L'Assomption traverse la municipalité de l'ouest au sud-est.
À partir du lac à Canards, dans le nord de la municipalité, la rivière Blanche coule vers l'est, traverse la limite de la municipalité pour aller se jeter dans la rivière noire. Cette dernière conflue avec la rivière L'Assomption près de la limite sud-est de la municipalité.

## Démographie
| 1991  | 1996  | 2001  | 2006  | 2011  | 2016  | 2021  |
| ----- | ----- | ----- | ----- | ----- | ----- | ----- |
| 1 421 | 1 617 | 1 608 | 1 788 | 1 849 | 1 955 | 2 170 |

Langue maternelle :
- Anglais : 0,9 %
- Français : 96,8 %
- Anglais et français : 0 %
- Autres langue maternelle : 2,3 %

## Administration
Les élections municipales se font en bloc pour le maire et les six conseillers.
| Sainte-Béatrix Maires depuis 2003                                                                                    |                  |         |          |
| Élection | Maire            | Qualité | Résultat |
| 2003 | Daniel Arbour    |         | Voir     |
| 2005 | Daniel Arbour    | Voir    |          |
| 2009 | Normand Montagne |         | Voir     |
| 2013 | Normand Laporte  |         | Voir     |
| 2017 | Serge Perrault   |         | Voir     |
| 2021 | Daniel Arbour    |         | Voir     |
| Élection partielle en italique Depuis 2005, les élections sont simultanées dans toutes les municipalités québécoises |                  |         |          |

## Éducation

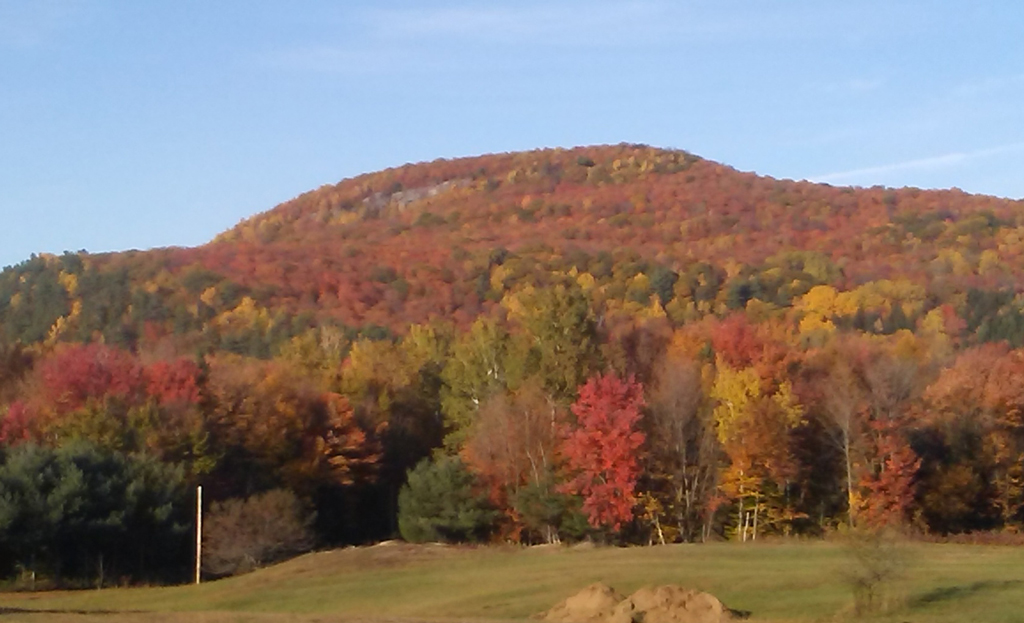
Le mont Saint-Louis, sur le territoire de Sainte-Béatrix.

La Commission scolaire des Samares administre les écoles francophones:
- École Panet[6]

La Commission scolaire Sir Wilfrid Laurier administre les écoles anglophones:
- École primaire Joliette à Saint-Charles-Borromée[7]
- École secondaire Joliette à Joliette[8]